# Pista trina
Pista trina är en ringmaskart som beskrevs av Anne D. Hutchings 1977. Pista trina ingår i släktet Pista och familjen Terebellidae. Inga underarter finns listade i Catalogue of Life.